# HIDE&SEEK (NIKIIEの曲)
「HIDE&SEEK」（ハイド&シーク）は、NIKIIEの2枚目のシングル。

## 解説
2011年3月9日発売。全作詞作曲はNIKIIE。

## 収録曲
1. HIDE&SEEK
  - 編曲：野村陽一郎
  - 高宮学園「代々木ゼミナール」CMソング
  - スペースシャワーTV2011年3月度POWER PUSH選出曲
2. LUV SICK  
  - 編曲：中島ノブユキ
3. TOXIN 
  - 編曲：NIKIIE／梅原伸介